# Cryptodiscus pallidus
Cryptodiscus pallidus är en lavart som först beskrevs av Christiaan Hendrik Persoon och Fr., och fick sitt nu gällande namn av Corda. Cryptodiscus pallidus ingår i släktet Cryptodiscus, och familjen Stictidaceae. Arten är reproducerande i Sverige.